# Küsnacht
Küsnacht je město v kantonu Curych ve Švýcarsku. Žije zde přibližně 14 tisíc obyvatel.

## Geografie

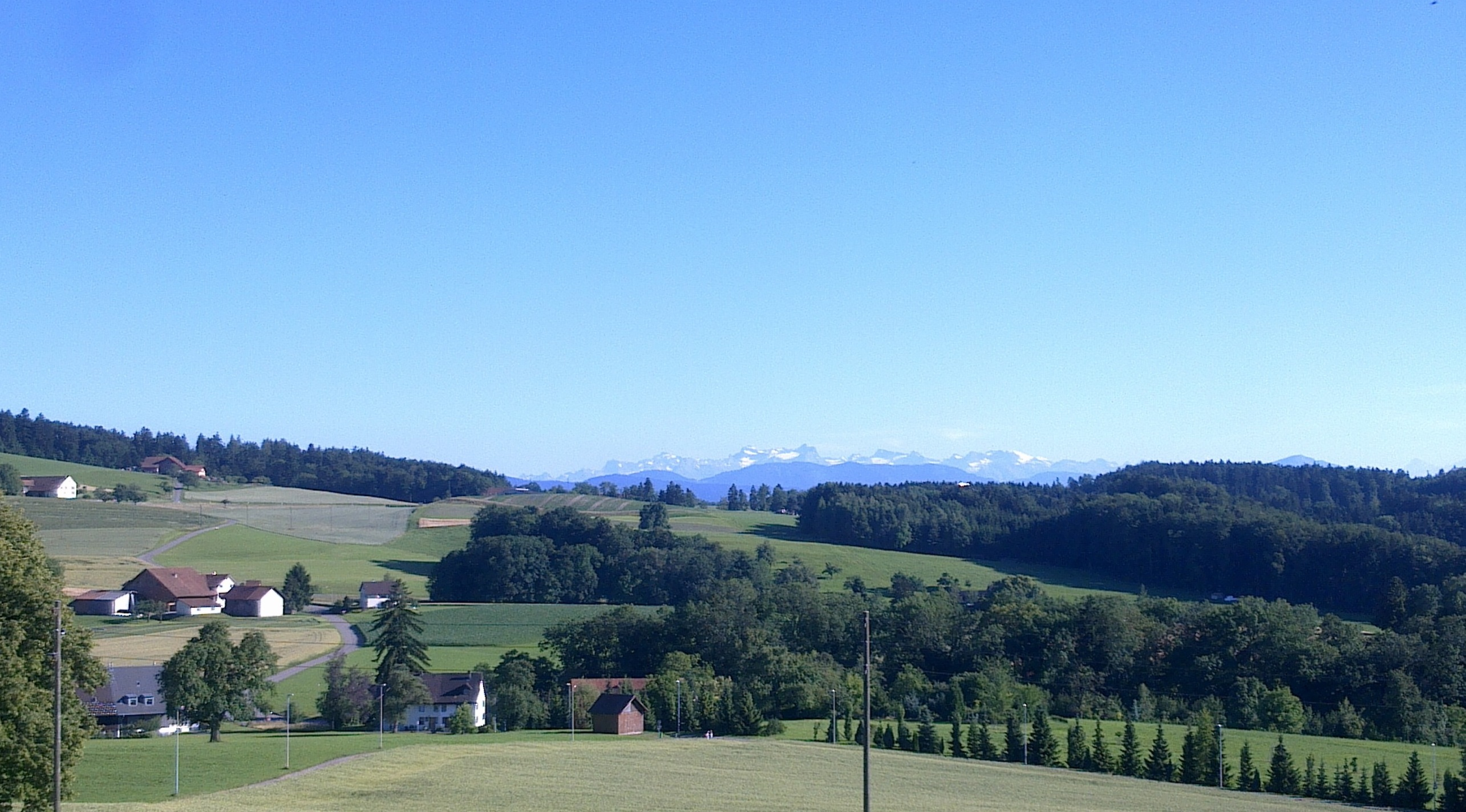
Vrch Küsnachterberg

Küsnacht keží na severovýchodním břehu (také známém jako Goldküste) Curyšského jezera, v oblasti zvané Pfannenstiel.
K městu patří kromě starého centra obce Küsnacht také části Goldbach na severu a Heslibach na jihu, které leží u Curyšského jezera. K obci Zumikon přiléhá výše položená čtvrť Itschnach. Na horním toku potoka Küsnachter Dorfbach leží vesnice Küsnachter Berg, Schmalzgrueb, Limberg, Wiserholz, Hohrüti, Wangen, Chaltenstein (Kaltenstein) a osada Forch. Sousedními obcemi jsou Zumikon a Zollikon na severu, Erlenbach a Herrliberg na jihu a Maur na východě.
Küsnacht má rozlohu 12,35 km², z toho je 34,5 % zemědělské půdy a 32,1 % lesů. 32,8 % rozlohy tvoří osídlení (budovy a cesty) a zbylých 0,5 % jsou řeky, ledovce a hory.
V roce 1996 stavby a budovy tvořily 25,6 % z celkové rozlohy, přičemž dopravní infrastruktura tvořila zbylých 7 %. Neproduktivní část rozlohy tvořilo vodstvo (řeky a jezera) s procentuálním zastoupením 0,4 % z celkové rozlohy.

### Počasí
V Küsnachtu proprší průměrně 136 dnů v roce a průměrně spadne 1171 mm srážek. Nejvlhčí měsíc bývá srpen, během kterého na Küsnacht spadne v průměru 139 mm srážek. Během nejvlhčího měsíce proprší v průměru 12,3 dne. Měsíc s nejvyšším počtem deštivých dnů je červen s průměrem 13,3 dne, ale pouze se 138 mm srážek.

## Znak
Městský znak vyobrazuje zlatý polštářek na červeném pozadí. Pravděpodobně je odvozen od znaku obce Küssnacht.

## Historie

Letecký pohled (1919)

První stopy osídlení pocházejí z osad na břehu jezera z neolitu (4500 až 2300 př. n. l.) v Heslibacher Hörnli. V lokalitě Küsnachter Tobel u kopce s ruinami Wulp byly nalezeny pozůstatky z pozdější doby bronzové (2300 až 800 př. n. l.). V roce 1978 byly objeveny rozsáhlé pozůstatky statku, jehož pravděpodobný latinský název fundus Cossiniacus „statek Cossinia“ je pravděpodobně základem dnešního názvu místa. Tento název se u Alamanů, kteří sem přistěhovali v raném středověku, změnil na Chussennacho a v této podobě byl poprvé zaznamenán v papežské listině z roku 1188. V roce 2018 bylo pod aulou místní školy objeveno pohřebiště z 9. až 11. století. Na místě kostela, který byl poprvé zmíněn v listině z roku 1188, tedy již o několik století dříve stála předchozí stavba.
Ve vrcholném středověku (950 až 1250 n. l.) vládli baroni z Regensbergu, jejichž služebníci sídlili na hradě Wulp. Ve 14. století prodali Regensberkové panství Küsnacht rytířskému rodu Mülnerů, kteří se jako služebníci kláštera Fraumünster dostali do šlechtického stavu. Také ve 14. století založil rytířský řád sv. Jana u kostela sv. Jiří svůj správní okrsek Küsnacht. Poslední představený, Konrad Schmid, který byl jmenován v roce 1520 a v letech 1522 až 1524 prosadil reformaci, padl v roce 1531 jako společník Ulricha Zwingliho v bitvě u Kappelu. Po jeho smrti byla pobočka řádu svatého Jana sekularizována a až do roku 1798 sloužila jako sídlo curyšských úředníků. V roce 1384 prodal rytíř Götz III. Mülner správu nad Küsnachtem a Goldbachem za 400 zlatých městu Curych. Küsnacht se tak stal součástí správního obvodu Küsnacht, který spravovali dva správci patřící k curyšské radě. Tato příslušnost trvala až do roku 1798.
Od 12. století je Küsnacht známý jako jedna z největších a nejdůležitějších vinařských oblastí u Curyšského jezera. Vinařství v Küsnachtu se až do počátku 20. století rozprostíralo od Goldbachu přes Kusen, Wangensbach, Obere Schiedhalde až po Heslibach. Hlavním zdrojem obživy obyvatelstva bylo vinařství a zemědělství s příslušnými řemeslnými odvětvími. První zmínka o významném vinohradu ve Wangensbachu pochází z roku 1284 a je tedy starší než federální smlouva.
Nález mincí z roku 1974 (restaurováno v letech 1977–1979) v lokalitě Küsnachter Seehof obsahoval malé curyšské mince ze 17. až 19. století. Druhý svazek obsahoval federální mince z 19. a 20. století. Nálezy tak pokrývají celý oběžný drobný peněžní obrat v krajině v 17. a 18. století a zahrnují měnovou oblast v hranicích kantonu Curych, jehož měna platila také v západních částech dnešního kantonu St. Gallen a ve východní části Aargau.
V roce 2006 bylo město Küsnacht v žebříčku měst časopisu Bilanz hodnoceno jako „nejlepší město Švýcarska pro život“.

## Obyvatelstvo
| Rok            | 1634  | 1799  | 1850  | 1900  | 1950  | 2000   | 2015   | 2016   | 2020   |
| Počet obyvatel | 1 064 | 1 512 | 2 486 | 3 391 | 8 920 | 12 484 | 13 796 | 14 141 | 14 811 |

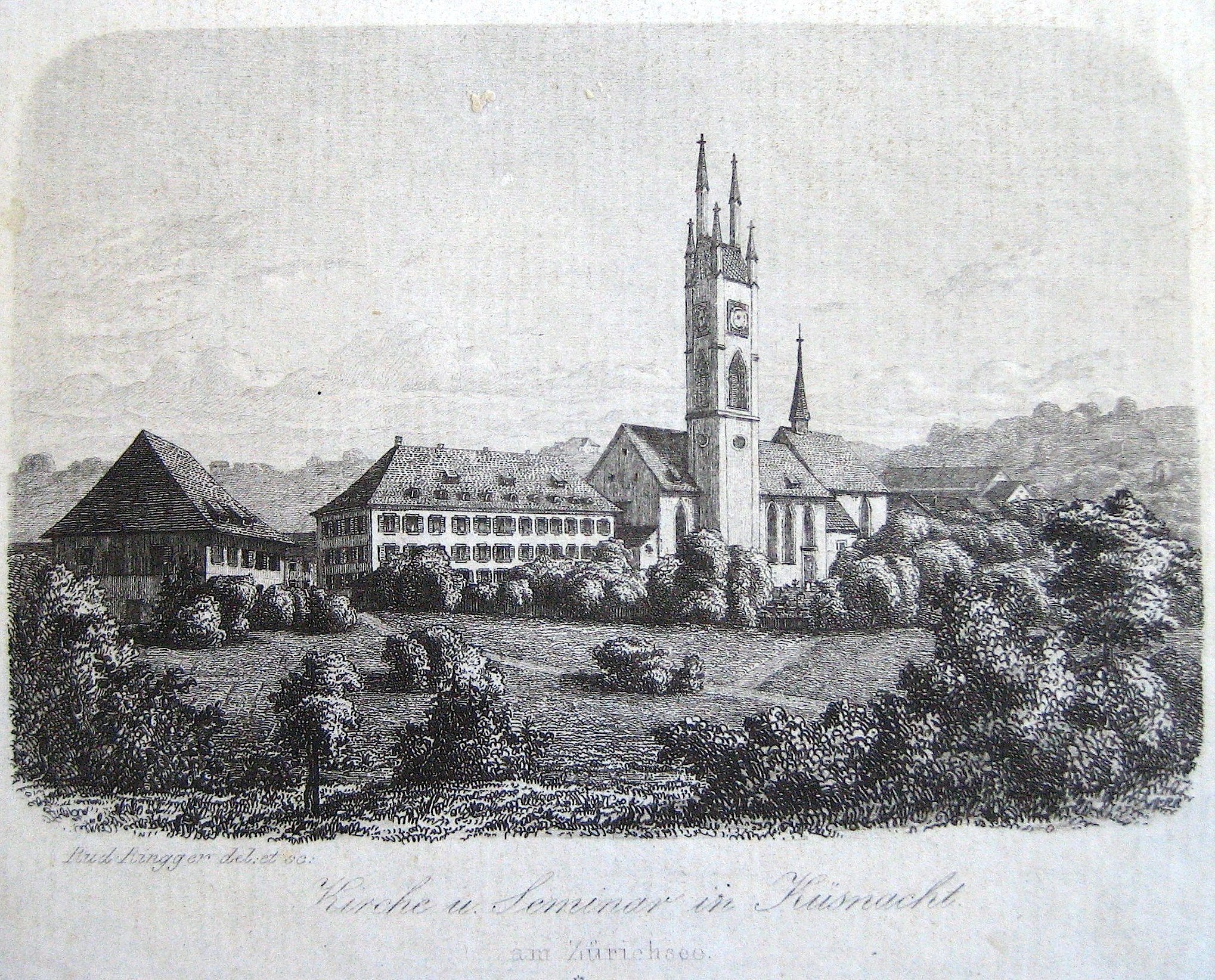
Kostel a kněžský seminář v Küsnachtu, od Rudolfa Ringgera (kolem 1865)

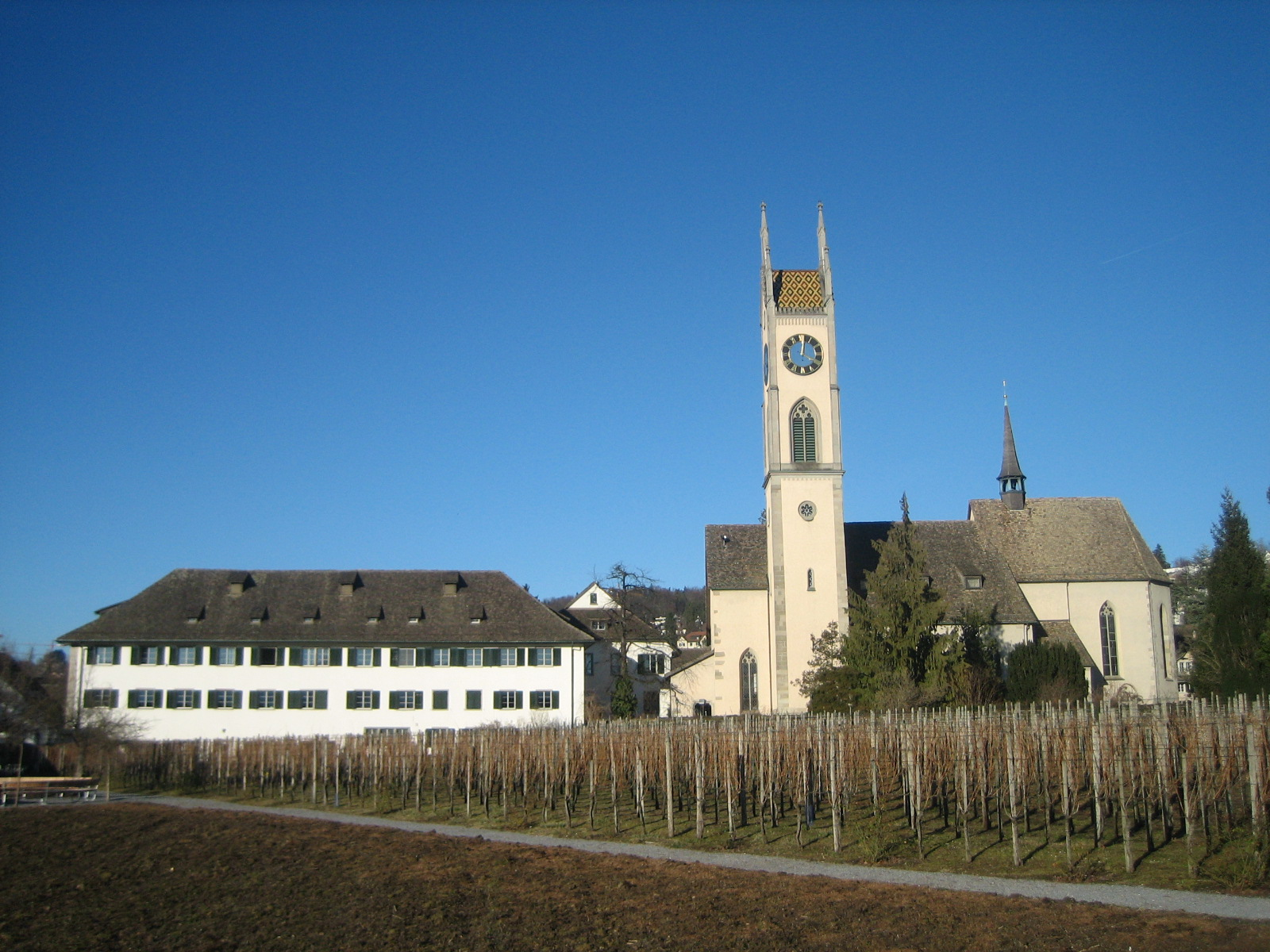
Kostel a kněžský seminář (2008)

Úředním jazykem obce je němčina. Místní dialekt němčiny je nazýván Züridütsch (curyšská němčina). Za posledních 10 let rostla populace v průměru o 6,6 %. Většina populace (k roku 2000) mluvila německy (86,1 %), přičemž angličtina byla druhá nejběžnější se zastoupením (3,6 %) a italština třetí nejběžnější se zastoupením (2,5 %).
V roce 2008 obyvatelstvo tvořilo 47,4 % žen a 52,6 % mužů. Podíl cizinců (obyvatel s trvalým pobytem bez švýcarského občanství) činil v roce 2024 28,0 % (4219 osob).

### Náboženství
Küsnacht se nachází v převážně reformovaném kantonu Curych (24,5 % oproti 22,9 % římskokatolického obyvatelstva), čemuž odpovídá také zastoupení těchto církví v populaci města. V roce 2022 se k evangelické reformované církvi hlásilo 27,7 % obyvatel, k římskokatolické 22,8 % a 49,5 % obyvatel mělo jinou nebo žádnou konfesní příslušnost.

### Politika
V parlamentních volbách v roce 2023 vyhrála strana SVP, která obdržela 31,08 % hlasů. Další tři strany byly FDP (26,4 %), GLP (13,23 %) a SP (11,78 %).
Věkové zastoupení obyvatelstva (k roku 2000): děti a náctiletí (0–17 let) 21,7 %. Dospělí (18–64 let) 55,6 % a důchodci (nad 64 let) 22,7 %. V Küsnachtu cca 84,6 % obyvatelstva (v letech 25–64) dokončilo buďto vyšší odbornou školu, nebo mělo vyšší vzdělání (univerzita nebo Fachhochschule).
Küsnacht měl v roce 2005 nezaměstnanost pouze 1,51 %. Ve stejném roce bylo zaměstnáno 167 lidí v primárním ekonomickém sektoru, působilo v něm 43 firem. V sekundárním sektoru bylo zaměstnáno 849 lidí a působilo v něm 91 firem. 3794 lidí bylo zaměstnáno v sektoru terciárním (664 firem). V roce 2007 bylo 40 % pracující populace zaměstnáno na plný úvazek a 60 % na úvazek částečný.

## Hospodářství
V Küsnachtu byla rozšířená domácí textilní výroba, u jezera především hedvábnictví a na hoře bavlnářství. V roce 1771 bylo v obci 313 hedvábnických stavů a 18 bavlnářských stavů. Koncem 18. století vzrostl význam bavlnářství na úkor hedvábnictví. V roce 1836 bylo v Küsnachtu ještě 500 žen zaměstnáno v hedvábnictví. V první polovině 19. století se u potoka Dorfbach, který byl v raném novověku využíván k průmyslovým účelům, rozvinul tovární průmysl. V roce 1812 se zde usadila mechanická přádelna, v roce 1824 byla otevřena mechanická bavlnářská přádelna Küsnacht (do roku 1840). Spolkové sčítání lidu z roku 1850 uvádí mimo jiné 15 továrníků a 57 továrních dělníků. V zemědělství pracovalo 348 osob a kromě toho zde bylo 33 řemeslných podniků. Významný impuls pro hospodářský rozvoj znamenalo zavedení parní lodní dopravy v roce 1835, otevření silnice Seestrasse v roce 1838 a napojení na železniční síť v roce 1894. Ve druhé polovině 19. století došlo pouze k mírnému rozvoji průmyslu, mimo jiné k založení tiskárny látek Hermannem Hintermeisterem a Jakobem Forsterem (později Terlinden & Co.) v roce 1867. V roce 1894 otevřel Jakob Ernst továrnu na výrobu plechovek (dnes Ernst AG, společnost působící v odvětví plechových a plastových obalů).
Dnes je Küsnacht převážně rezidenční obcí v blízkosti Curychu se sídlem malých a středních podniků. S daňovým potenciálem přibližně 12 482 franků na obyvatele, což znamená roční daňové příjmy ve výši přibližně 175 milionů franků, je jednou z nejbohatších švýcarských obcí. Vyšší příjmy na obyvatele mají pouze obce Vandœuvres, Cologny, Wollerau a Feusisberg a další. V roce 2023 musela obec Küsnacht zaplatit 105 milionů franků na vyrovnání finančních prostředků mezi obcemi. Po Kilchbergu (72 %) má Küsnacht nyní druhou nejnižší daňovou sazbu v kantonu Curych, která je tak nižší než sazba v nejbohatší curyšské obci Erlenbach (76 %).

## Doprava

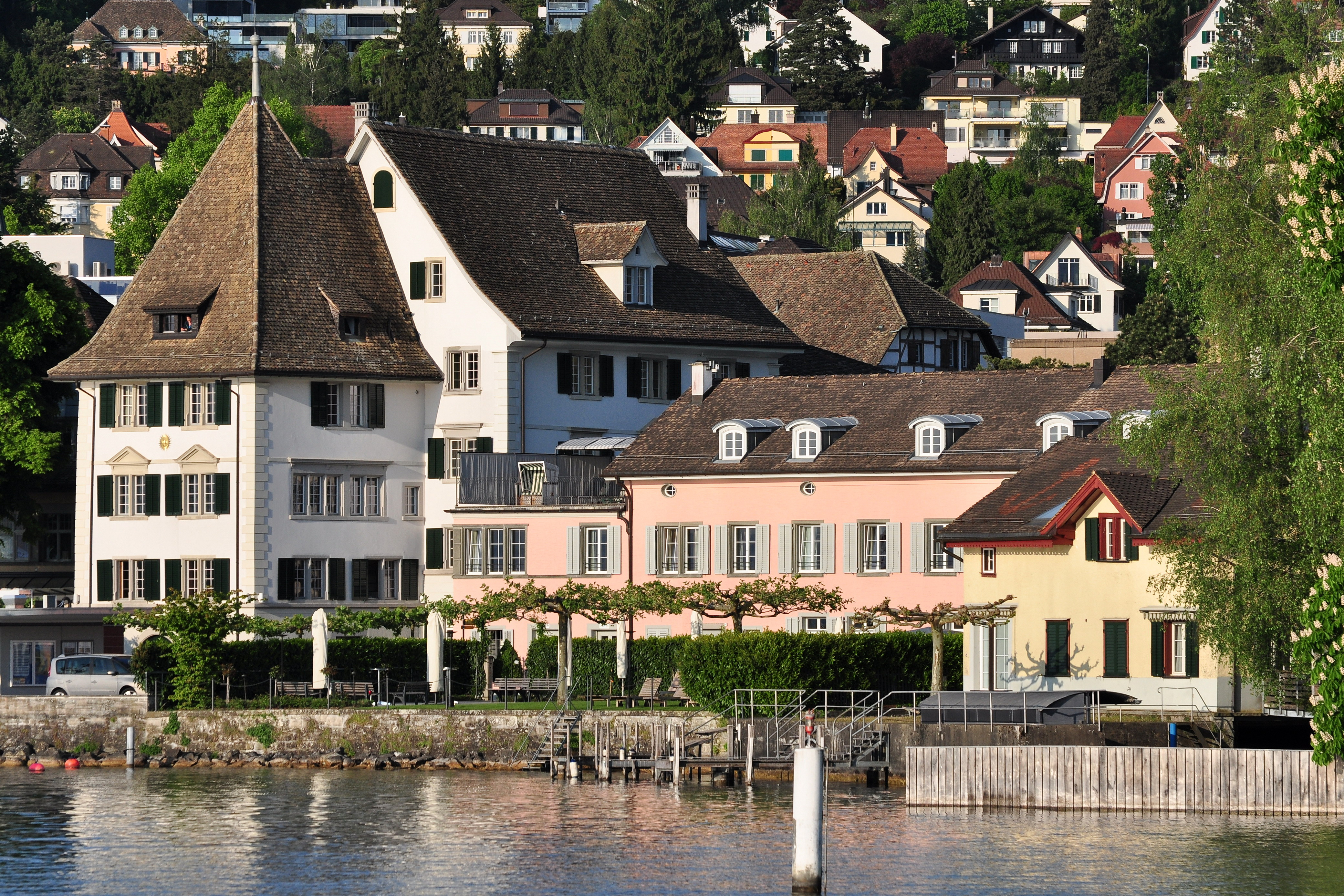
Přístav společnosti ZSG na Curyšském jezeře

Železniční stanice Küsnacht ZH a Küsnacht Goldbach jsou zastávkami S-Bahn Curych na linkách S6 a S16.
V létě jsou pravidelně vypravovány lodě do Curychu a Rapperswilu. Plavby provozuje společnost Zürichsee-Schifffahrtsgesellschaft (ZSG)

## Osobnosti
Psychoterapeut Carl Gustav Jung měl v Küsnachtu kliniku, kde přijímal pacienty z celého světa. Thomas Mann žil v Küsnachtu v letech 1933 až 1939 poté, co byl nacisty donucen opustit Německo. Mezi slavné obyvatele města patřila i Tina Turner, která zde v roce 2023 také zemřela.
Mezi další známé obyvatele a osobnosti spojené s Küsnachtem patří:
- Julius Maggi (1846–1912), podnikatel a vynálezce
- Meinrad Lienert (1865–1933), spisovatel, básník a novinář
- Otto Frederick Hunziker (1873–1959), pedagog, průkopník
- Albin Zollinger (1895–1941), spisovatel
- Marie-Louise von Franz (1915–1998), psycholožka
- Ari Sulander (* 1969), hokejový brankář
- Monisha Kaltenborn (* 1971), šéfka týmu Sauber F1 CEO
- Georg C. F. Greve (* 1973), fyzik, spisovatel a podnikatel
- Hannu Tihinen (* 1976), fotbalista
- Kimi Räikkönen (* 1979), jezdec F1, pobýval v Küsnachtu